# Global Atmosphere Watch
Bei der  Global Atmosphere Watch (GAW; Globale Überwachung der Atmosphäre) werden in einem weltumspannenden Netz von Beobachtungsstationen Daten über klimarelevante Stoffe in der Atmosphäre erfasst.
Im Zusammenhang mit dem Treibhauseffekt und dem Kohlenstoffkreislauf wird häufig die Messkurve der GAW-Station Mauna Loa auf Hawaii zitiert, die die Kohlenstoffdioxidkonzentration seit 1957 kontinuierlich aufzeichnet.
In Deutschland wird die CO2-Konzentration von den GAW-Stationen Schauinsland (seit 1972) und Zugspitze (seit 1995) erfasst. Die Station im zentralen Mittelmeer befindet sich bei der Wetterstation am Leuchtturm Giordan Lighthouse auf der Insel Gozo.